# Bernard William Rogers
Bernard William Rogers, ameriški general, * 16. julij 1921, Fairview, Kansas, † 27. oktober 2008, Falls Church, Virginija.

## Civilno življenje
Eno leto je študiral na Kansas State University, nakar je bil 1940 sprejet na West Point.

## Vojaška kariera
Pregled
Na West Pointu je postal »prvi stotnik kadetov«. Šolanje je končal junija 1943 kot pehotni častnik poročnik.
1946 je postal adjutant generalu Clarku, poveljniku ameriških oboroženih sil v Avstriji.
Naslednje leto je prejel Rhodesovo štipendijo za študij na Oxfordu. 1954 je končal študij in prejel diplomo (B.A.) in magisterski naziv (M.A.) iz filozofije, politologije in ekonomije. Vmes je pa tudi sodeloval v bojih korejske vojne.
Prva generalska dolžnost je bila poveljevanje 1. pehotni diviziji med vietnamsko vojno. Nato je 1969 postal poveljnik 5. pehotne divizije (Fort Carson, Kolorado).
1976 je postal poveljnik Poveljstva oboroženih sil ZDA (Fort McPherson, Georgia). 1979 je bil postal vrhovni poveljnik zavezniških sil v Evropi.
Odlikovanja
1. Distinguished Service Cross
2. Defense Distinguished Service Medal
3. srebrna zvezda
4. legija za zasluge s tremi hrastovimi listi
5. Distinguished Flying Cross z dvema hrastovima listoma
6. bronasta zvezda z bojnim V in hrastovim listom za zasluge
7. Air Medal z bojnim V
8. Army Commendation Medal s hrastovim listom
9. Vietnamese National Order 5. razreda
10. Vietnamese Cross of Gallantry z palmo (podeljen dvakrat)

Napredovanja
- junij 1943 - poročnik
- ? - nadporočnik
- ? - stotnik
- ? - major
- ? - podpolkovnik
- ? - polkovnik
- ? - brigadni general
- ? - generalmajor
- ? - generalporočnik
- 1974 - general